# Џон Ф. Фицџералд
Џон Френсис „Хани Фиц“ Фицџералд (енгл. John F. Fitzgerald; Бостон, 11. фебруар 1863 — Бостон, Масачусетс, 2. октобар 1950) је био политичар и деда председника САД, Џона Кенедија.
Фицџералд је рођен у Бостону у Масачусетсу као син ирских емиграната. Завршио је Бостонску школу на латинском пре него што је уписао Бостонски Колеџ. Једну годину је провео и на Универзитету Харвард, али је прекинуо школовање 1885. када му је отац преминуо.
Постао је банкар и активан члан Демократске странке. 1892. Фицџералд је победио на изборима у Заједничко веће Бостона 1891. Године 1892. постао је члан Сената Масачусетса. Ове ране победе су уследиле уз подршку Мартина Ломаснија. Године 1894. изабран је у Конгрес за 9. округ, на функцији од 1895. до 1901. године.
1906. године Фицџералд је изабран за градоначелника Бостона, поставши тако први Ирац-католик на тој позицији. Уз П. Џ. Кенедија био је најцењенија политичка фигура у Бостону тог доба. Изгубио је изборе 1907. делимично зато што је његов противник, републиканац Џорџ А. Хибард, обећао да ће „почистити Фицџералдов неред.“
Породице Кенеди и Фицџералд су се зближиле када је син Патрика Кенедија оженио Фицџералдову кћер Роуз.
Фицџералд је био неуспешан као кандидат за Сенат САД 1916. и као кандидат за гувернера Масачусетса 1922.